# Dyzma
Dyzma – imię męskie pochodzenia greckiego, od gr. δυσμη (dysmai, dysme) – zachód słońca lub gwiazd, „narodzony o zachodzie”. Imię to przypisywane jest tradycyjnie dobremu łotrowi – ukrzyżowanemu obok Chrystusa przestępcy, który nawrócił się i dostał obietnicę zbawienia.
Dyzma imieniny obchodzi 26 marca.
Znane osoby noszące imię Dyzma:
- Święty Dyzma, Dobry Łotr z Nowego testamentu
- Dyzma Bończa-Tomaszewski, uczestnik konfederacji barskiej i targowickiej
- Dyzma Gałaj, socjolog, poseł na Sejm PRL
- Dyzma Trzebicki, stolnik inowrocławski
- Jan Dismas Zelenka, czeski kompozytor barokowy